# 手石海丘

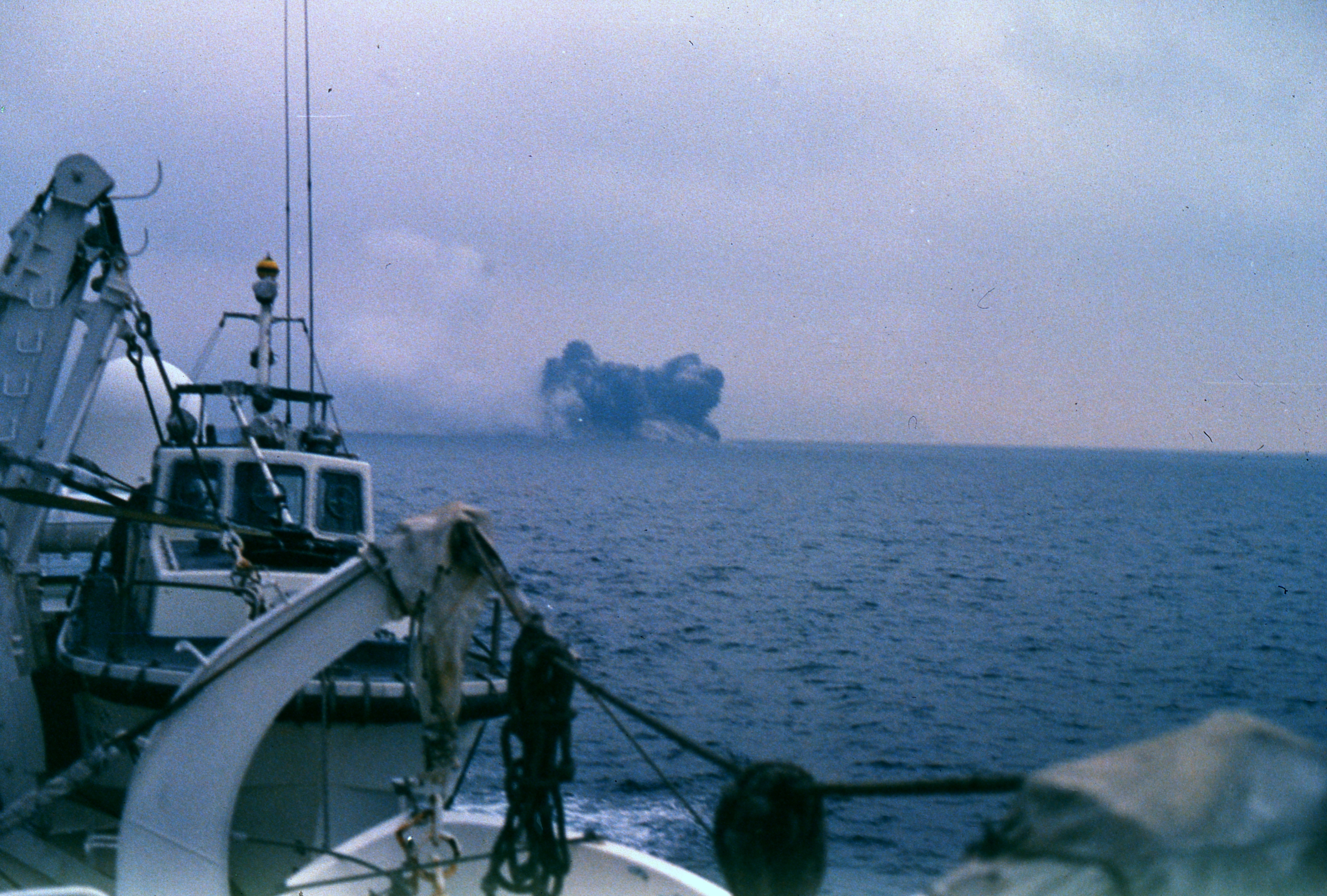
1989年7月13日18時41分30秒（日本標準時）に撮影された手石海丘からの4回目の噴火で、測量中に噴火活動に遭遇。この5秒前に4回目の噴火が始まった。噴火時間は約25秒間で、最大の高さは約113m、幅約231mを観測。
----
出典 : 海上保安庁「海域火山データベース 伊豆東部火山群」

手石海丘（ていしかいきゅう）とは、静岡県伊東市沖合に位置する海底火山。1989年の海底噴火により形成された単成火山である（水面下81m、比高10m）。伊豆東部火山群の北部を占める。水面から立ち上る噴煙や噴出物の様子は、海岸線から直接テレビカメラで撮影できたこともあり、火山噴火の様子を確認できる貴重な映像資料となっている。

## 概要
1989年6月に伊東市沖では群発地震を観測。7月9日にはM5.5の地震を観測するに至った。この頃には、伊東市周辺の井戸の水位や温泉の湧出量、地表面の変位が観測されている。7月11日からは火山性微動が観測され、気象庁は噴火の危険性が高いと発表、伊東市内には伊豆東部火山群が広範囲に分布しているので、どこで噴火がおきてもおかしくないと報道され、伊東市民がパニック状態に陥る中、7月13日18時33分に海底噴火が発生、翌月末まで活動を続けた。その後、水面下81mの海底で火口の直径200mの火山が形成されていることが確認された。噴火のメカニズムは周囲の火山同様、海底堆積層への玄武岩質マグマの貫入によるマグマ水蒸気爆発と考えられている。

## 被害
7月9日に発生した地震により、伊東市宇佐美地区を中心に家具の下敷きなどにより21人が軽傷を負ったほか、家屋の損壊や屋根瓦の落下、がけ崩れや道路の損壊などの災害も見られた。

## マスコミの報道
群発地震が最高潮となった7月9日には、伊東市近隣で何かしらの火山活動が発生することが濃厚となり、報道機関の取材陣が伊東市に押しかける状態となった。ところが7月11日、中森明菜が自殺未遂を起こすという事件が発生。直後に噴火した手石海丘は、海岸線から直接火山噴火が目視できる世界でも希な現象であったにもかかわらず、テレビニュースでは自殺未遂の続報の次以降のネタとして扱われた。扱いの低さに、火山学者の中には激怒する者もいたが、結果的には観光地である伊東市周辺の風評被害が最低限に抑えられた。

## ギャラリー
全て、海上保安庁により1989年7月13日に撮影。時刻は日本標準時。出典 : 海上保安庁「海域火山データベース 伊豆東部火山群」

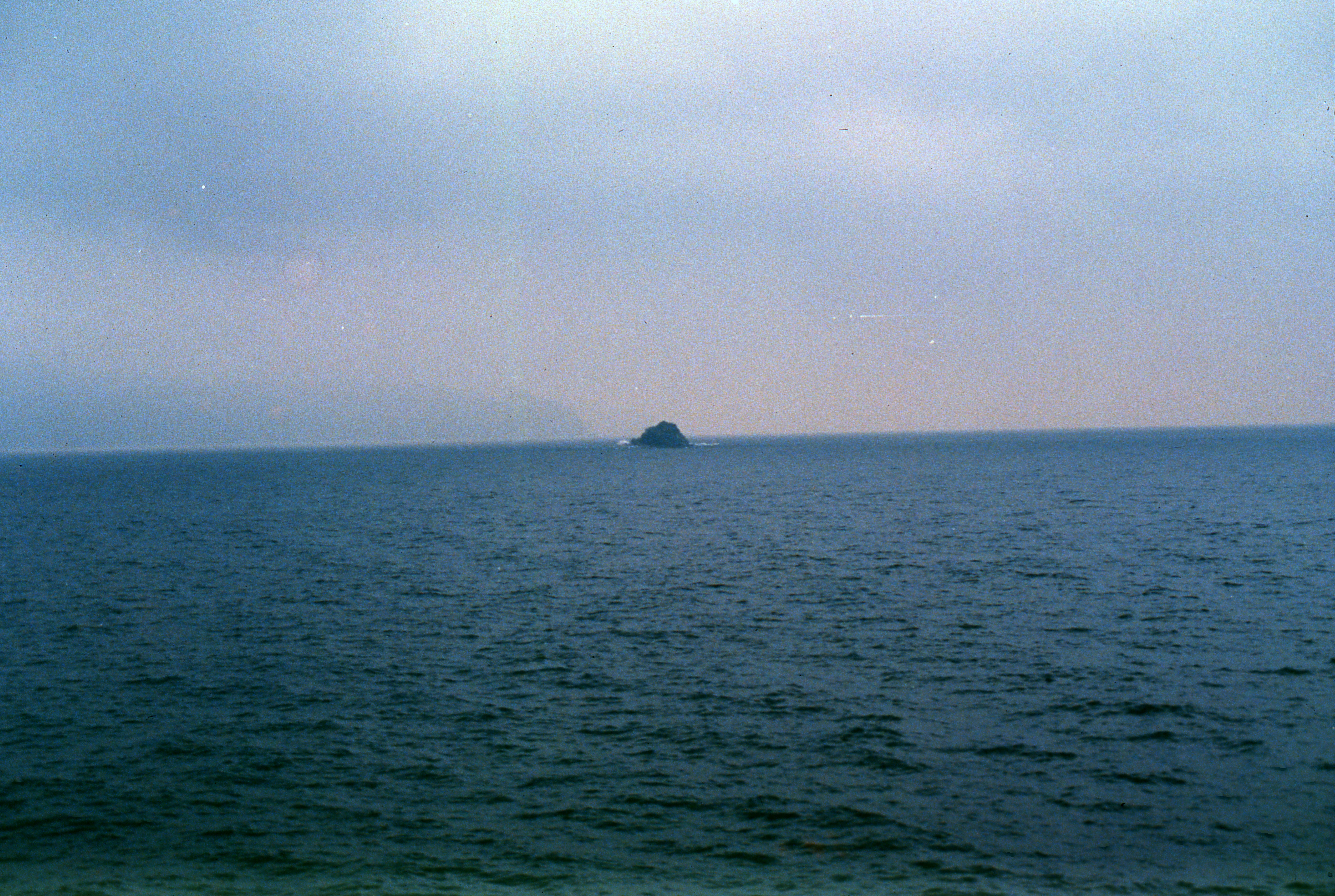
18時39分57秒に開始した2回目の噴火
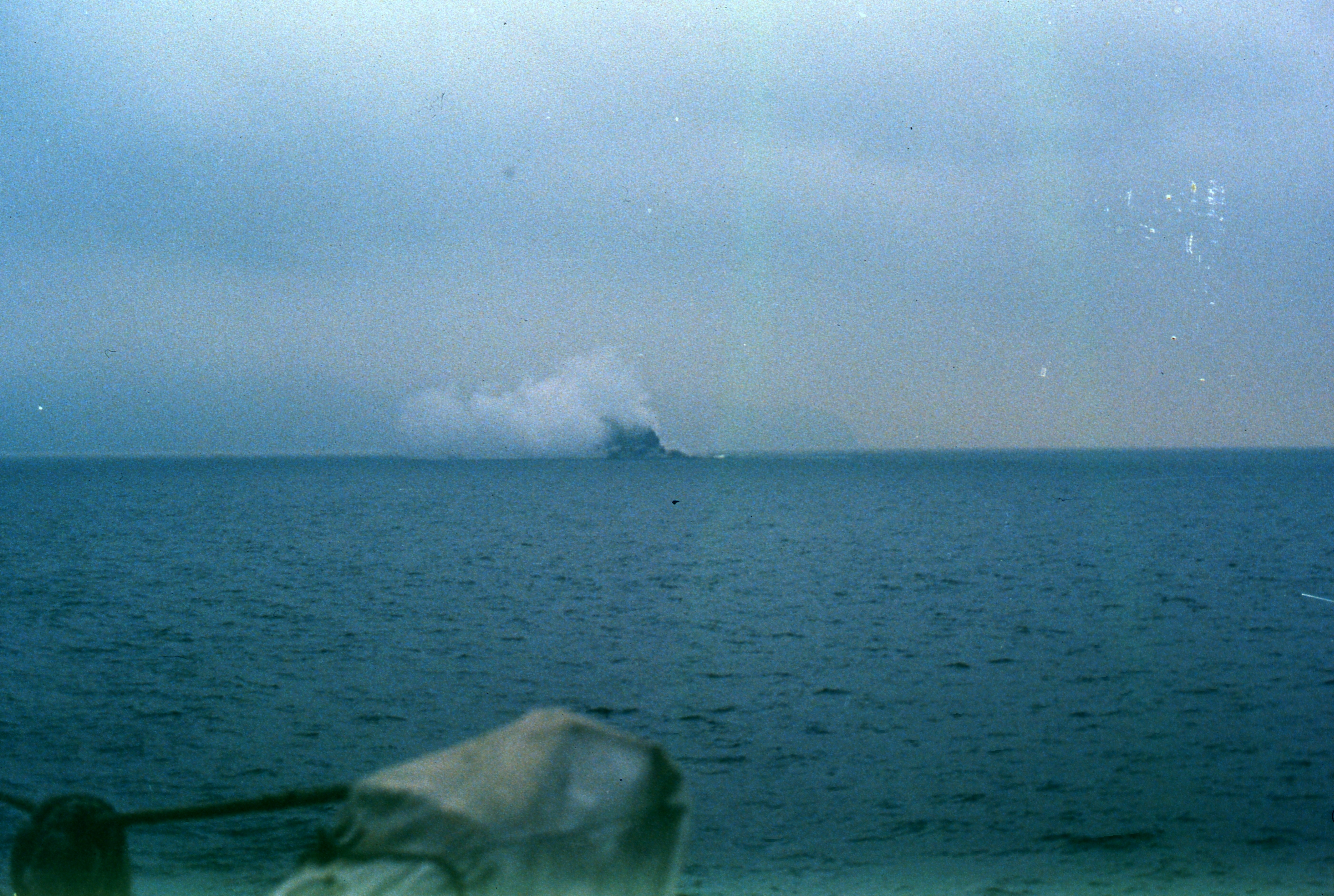
18時40分40秒に開始した3回目の噴火
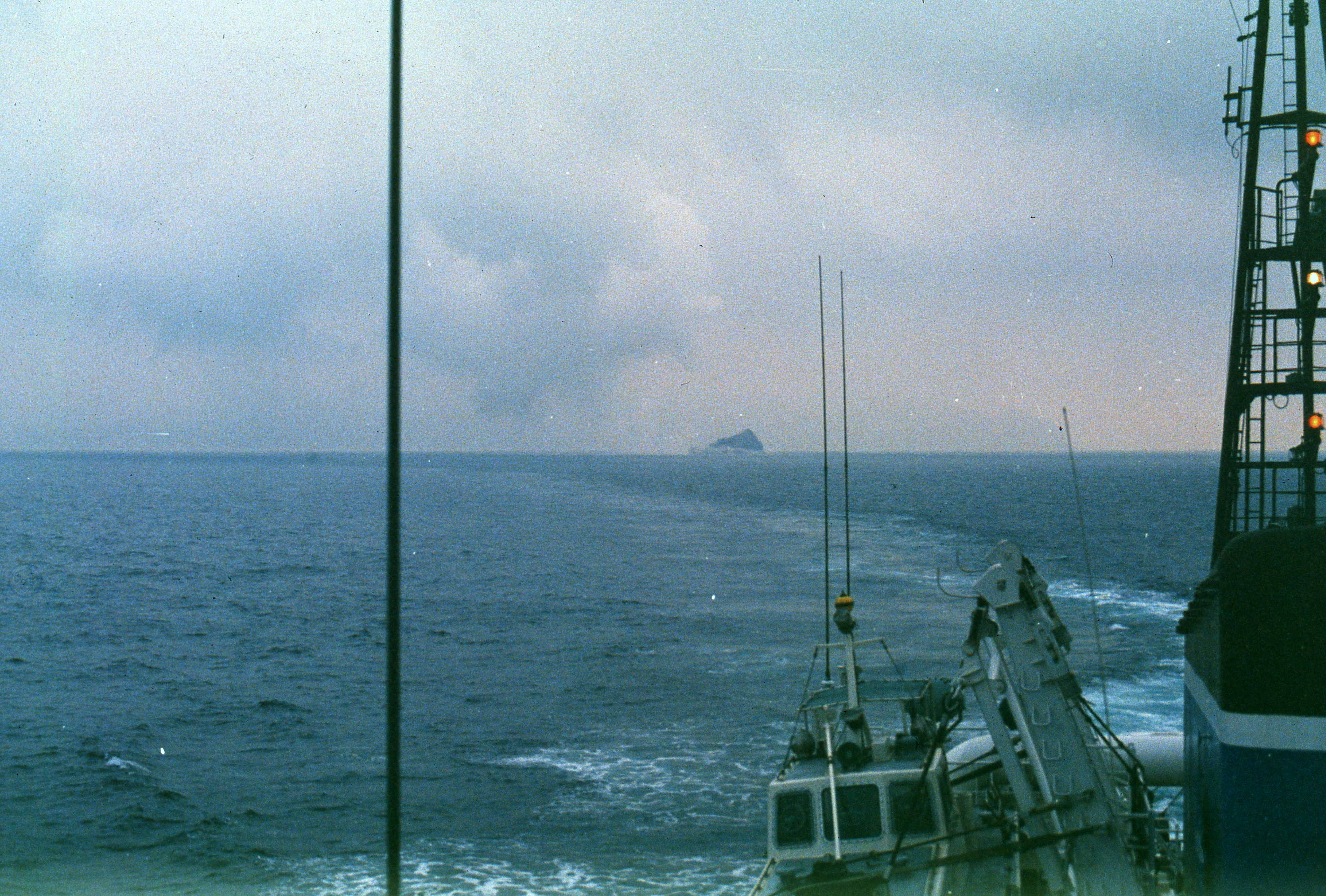
18時43分40秒に開始した5回目の噴火
- 手石海丘の海底噴火を捉えた動画